# کوسیلکی
کوسیلکی شهری در شهرستان کایائو در استان بازگا در بورکینافاسوی مرکزی است و جمعیت آن ۲۶۳۸ نفر است.